# Graham Houston
Graham Houston (sinh ngày 24 tháng 2 năm 1960 ở Gibraltar) là một cựu cầu thủ bóng đá người Anh thi đấu ở Football League ở vị trí tiền vệ.
Hiện tại ông là một cảnh sát ở Lancashire và gần đây được lên báo khi khống chế một người đàn ông có dao trong lúc làm nhiệm vụ 